# Firuz Mustafayev
Firuz Mustafayev Rajab oglu (en azéri : Firuz Mustafayev Rəcəb oğlu), ou encore Feyruz Mustafayev, né le 18 octobre 1933 à Bakou (RSS d'Azerbaïdjan, Union des républiques socialistes soviétiques) et mort le 7 juillet 2018 à Gandja (Azerbaïdjan), est le deuxième Premier ministre en exercice de l'Azerbaïdjan.

## Biographie
Son mandat de Premier ministre dura du 7 avril au 18 mai 1992, date à laquelle il fut remplacé par Rahim Huseynov.
En 2016, il devient consultant du bureau du Président pour les affaires économiques.